# Jerry Pettibone
Jerry Pettibone (Detroit, Michigan, 1939. július 11. –) amerikai amerikaifutball-játékos és -edző. 1985 és 1990 között a Northern Illinois Huskies, 1991 és 1996 között pedig az Oregon State Beavers vezetőedzője volt; 1996–1997-ben az Oklahoma Sooners helyettes atlétikai igazgatói pozícióját töltötte be.

## Fiatalkora
A dallasi Jesuit Prepben 1956-ban és 1957-ben elnyerte az All-State elismerést, valamint az iskolai dicsőségcsarnok egyik első tagja volt. Érettségi után sportösztöndíjjal az Oklahomai Egyetem hallgatója lett.

## Edzőként

### Edzőhelyettesként
Tizenegy bowlmérkőzésen vett részt és csapatai nyolcszor nyerték meg a Big Eight Conference bajnokságát és kétszer vettek részt országos bajnokságon; győzelmi aránya 72,1%. Húsz játékosa nyerte el az All-America elismerést, kettő a Heisman-trófeát, kettő az Outland-trófeát és egy a Lombardi-díjat.
Az Oklahoma Sooners toborzójaként számos későbbi All-America-díjas játékost igazolt le, a Texas A&M Aggiesnél töltött ideje alatt pedig a Sports Illustrated „Amerika első számú toborzójának” nevezte. Az Aggiesnél elsőként leigazolt csapat az országos rangsorok ötödik helyén állt.

### Vezetőedzőként
1985-ben hat szezonra a Northern Illinois Huskies vezetőedzője lett. A csapat legjobb szezonja a 9–2-es eredményű 1989-es lett, amikor Pettibone-t a The Sporting News a konferenciafüggetlen intézmények listáján az év edzőjének választotta. Öt különböző kategóriában (például a legtöbb touchdown) is a legjobb huszonöt közé kerültek, 1990-ben pedig történetükben először nyertek egy országosan rangsorolt csapat, a Fresno State Bulldogs ellen. Pettibone győzelmi aránya 50,8%.
1990-ben az Oregon State Beavers vezetőedzője lett. Míg elődje, Dave Kragthorpe a passzorientált támadást, addig Pettibone a közvetlen támadást és a villaformációt preferálta. 1991-ben és 1992-ben csak 1-1 játékot nyertek meg, de 1993-ban és 1994-ben eredményük jelentősen javult; Pettibone-t 1993-ban a Sports Illustrated jelölte a divízió év edzője díjára. Az 1995-ös és 1996-os vesztes szezonok miatt 1996 novemberében lemondott.

## Családja
1996-ban az Oklahoma Sooners helyettes atlétikai igazgatója lett; egy év múlva pénzügyi okokból a pozíciót megszüntették.
Feleségével, Susyval Normanben él. Az Oklahomai Egyetem sportolóinak munkaszerzését megkönnyítő Sooners Helping Sooners nonprofit szervezet munkatársa, emellett a középiskolások amerikaifutball-képességeit felmérő tanácsadócége van.

## Eredményei vezetőedzőként
| Év                                                  | Eredmény                                            | Eredmény                                            | Helyezés                                            |
| Év                                                  | Összesített                                         | Konferencia                                         | Helyezés                                            |
| Northern Illinois Huskies (Mid-American Conference) | Northern Illinois Huskies (Mid-American Conference) | Northern Illinois Huskies (Mid-American Conference) | Northern Illinois Huskies (Mid-American Conference) |
| --------------------------------------------------- | --------------------------------------------------- | --------------------------------------------------- | --------------------------------------------------- |
| 1985                                                | 4–7                                                 | 4–4                                                 | 5.                                                  |
| Northern Illinois Huskies (Független)               |                                                     |                                                     |                                                     |
| 1986                                                | 2–9                                                 | –                                                   | –                                                   |
| 1987                                                | 5–5–1                                               | –                                                   | –                                                   |
| 1988                                                | 7–4                                                 | –                                                   | –                                                   |
| 1989                                                | 9–2                                                 | –                                                   | –                                                   |
| 1990                                                | 6–5                                                 | –                                                   | –                                                   |
| Eredmény:                                           | 33–32–1                                             | 4–4                                                 | –                                                   |
| Oregon State Beavers (Pacific-10 Conference)        |                                                     |                                                     |                                                     |
| 1991                                                | 1–10                                                | 1–7                                                 | T-9.                                                |
| 1992                                                | 1–9–1                                               | 0–7–1                                               | 10.                                                 |
| 1993                                                | 4–7                                                 | 2–6                                                 | T-8.                                                |
| 1994                                                | 4–7                                                 | 2–6                                                 | T-8.                                                |
| 1995                                                | 1–10                                                | 0–8                                                 | 10.                                                 |
| 1996                                                | 2–9                                                 | 1–7                                                 | 10.                                                 |
| Eredmény:                                           | 13–52–1                                             | 6–41–1                                              | –                                                   |
| Összesen:                                           | 46–84–2                                             | –                                                   | –                                                   |

## Fordítás
- Ez a szócikk részben vagy egészben  a   Jerry Pettibone című angol Wikipédia-szócikk ezen változatának fordításán alapul.  Az eredeti cikk szerkesztőit annak laptörténete sorolja fel. Ez a jelzés csupán a megfogalmazás eredetét és a szerzői jogokat jelzi, nem szolgál a cikkben szereplő információk forrásmegjelöléseként.